# نورا جين نون
نورا جين نون (بالإنجليزية: Nora-Jane Noone)‏ (و. 1984  م) هي ممثلة أفلام أيرلندية، ولدت في غالواي.

## التعليم
تعلمت في University of Galway ‏.

## وصلات خارجية
- نورا جين نون على موقع IMDb (الإنجليزية)
- نورا جين نون على موقع ألو سيني (الفرنسية)
- نورا جين نون على موقع أول موفي (الإنجليزية)
- نورا جين نون على موقع قاعدة بيانات الأفلام السويدية (السويدية)
- نورا جين نون على موقع قاعدة بيانات الفيلم (الإنجليزية)
- نورا جين نون على موقع كينوبويسك (الروسية)